# BLS AG
BLS AG es una compañía ferroviaria suiza creada en el año 2006 como fruto de la fusión de las compañías BLS Lötschbergbahn y Regionalverkehr Mittelland AG. La compañía es propiedad en un 55,8% del Cantón de Berna y en un 21,8% de la Confederación Suiza. Su actividad se resume en dos campos de negocio: Pasajeros e infraestructura.
Además, cuenta con una compañía subsidiaria, denominada BLS Cargo, que se ocupa de las operaciones referentes al tráfico de mercancías y cargas.

## Infraestructura

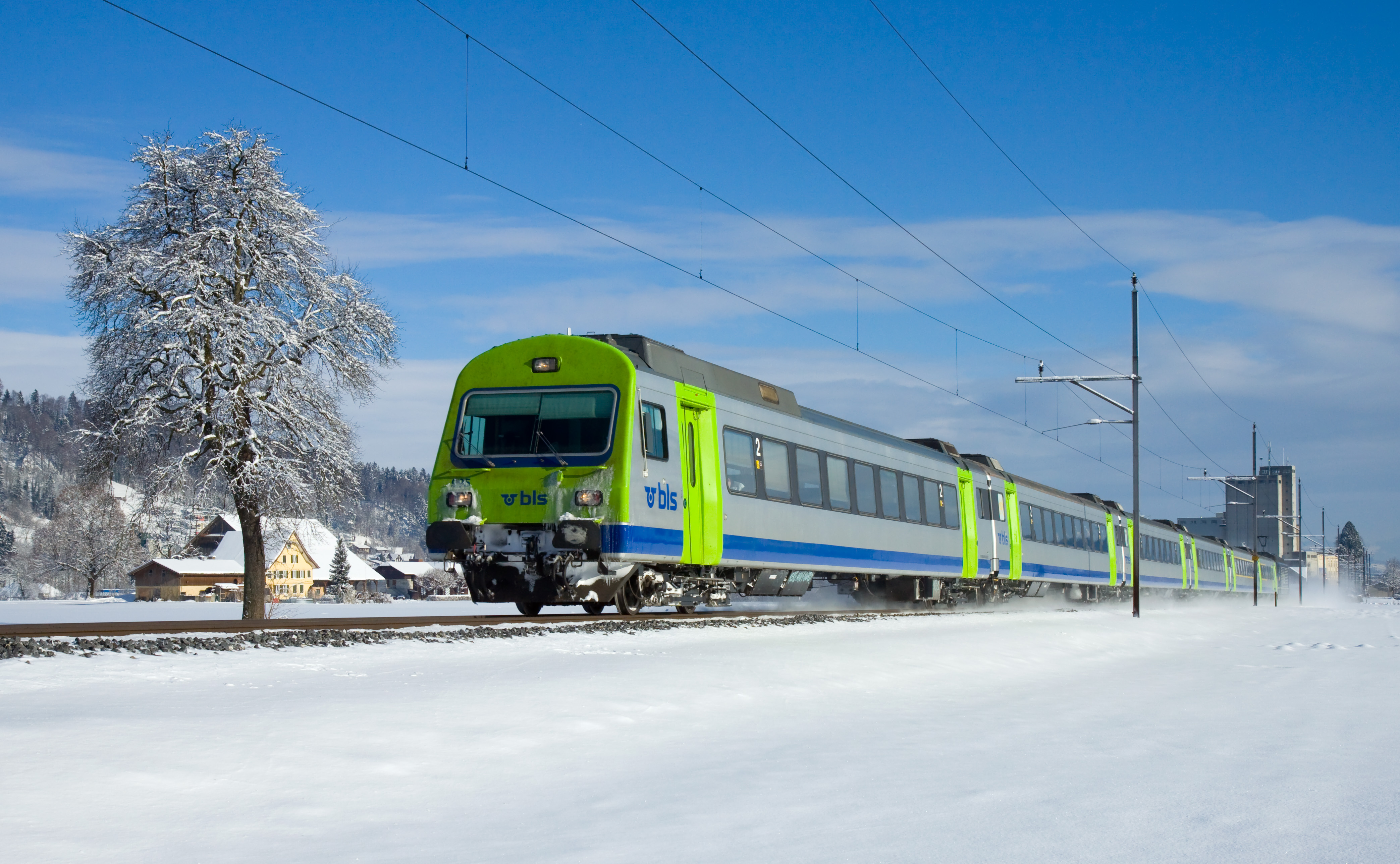
RE Lucerna - Berna operado por BLS

En el año 2007 se inauguró el Túnel de base de Lötschberg, que supuso un hito histórico para la comunicación de Suiza. Fue construido por una sociedad vinculada a BLS, BLS AlpTransit AG. Esta empresa, que entregó el túnel a BLS AG, en 2009 cambió su nombre a BLS Netz AG, pasando la infraestructura a esta nueva empresa, que es mayoritariamente propiedad de la Confederación Suiza, que es quien ha realizado y sufragado las últimas inversiones en la red, que alcanza una longitud de 449 km.

## Servicios de pasajeros
S-Bahn Berna
- S1 Friburgo - Berna - Münsingen - Thun
- S2 Laupen - Berna - Konolfingen - Langnau i.E.
- S3 Biel/Bienne - Lyss - Berna - Belp ( - Thun)
- S31 (Biel/Bienne) - Münchenbuchsee - Berna - Belp
- S4 Thun - Belp - Berna - Burgdorf - Ramsei - Langnau i.E.
- S44 Thun - Belp - Berna - Burgdorf - Solothurn/Sumiswald-Grünen
- S5 Berna - Kerzers - Neuchâtel/Murten ( - Payerne)
- S51 Berna - Stöckacker - Bümpliz Nord
- S52 Berna - Kerzers (-Ins)
- S6 Berna – Schwarzenburg

Opera todas las líneas de la red de cercanías S-Bahn Berna que circulan por las vías de ancho estándar. 
S-Bahn Lucerna
- S6  Langnau - Schüpfheim / Langenthal - Huttwil - Willisau - Wolhusen - Lucerna
- S7 (Langenthal - Huttwil - ) Willisau - Wolhusen - Lucerna
- S77 Lucerna - Wolhusen - Willisau

RegioExpress y InterRegio
Desde 2007, se han puesto en servicio nuevas circulaciones RegioExpress para seguir cubriendo el servicio en la antigua línea del paso del Lötchberg, debido al vacío dejado por los servicios de larga distancia al usar desde ese momento el nuevo túnel de base.
- RE Lötchberg Berna - Thun - Spiez - Frutigen - Brig - Domodossola (Italia)
- RE Berna- Langnau - Lucerna
- RE Berna - Neuchâtel - La Chaux-de-Fonds
- RE Interlaken-Ost - Spiez - Zweisimmen
- IR65 Bern - Lyss - Biel/Bienne

Regio
- R Interlaken-Ost - Spiez
- R Spiez - Frutigen
- R Thun - Konolfingen - Hasle Rüegsau( - Burgdorf)
- R Kerzers - Lyss - Büren a. Aare
- R Thun - Konolfingen - Burgdorf - Soleura